# Гюцлаф, Карл
Карл Фридрих Август Гюцлаф (нем. Karl Friedrich August Gützlaff; 8 июля 1803 года, Пириц, Провинция Померания, Королевство Пруссия — 9 августа 1851 года, Гонконг, Колония Британской империи) — миссионер на Дальнем Востоке, автор сочинений о Китае и других странах региона («Журнал трёх путешествий вдоль побережья Китая в 1831, 1832 и 1833 годах, с заметками о Сиаме, Корее и островах Лоо-Чоо»). Он был первым протестантским миссионером, посетившим в 1832 году Корею, одним из первых протестантских миссионеров в Таиланде и одним из первых протестантских миссионеров, принявшим китайскую культуру и взявшим китайское имя 郭士立 (Го Шили), позднее официально утверждённое в форме 郭實腊 (Го Шила).

## Биография
Карл Фридрих Август Гюцлаф родился 8 июля 1803 года в Пирице, в провинции Померания в семье портного и домохозяйки. Его мать умерла, когда Карлу было четыре года. После обучения в начальной школе, в 1816 году он прибыл в Штеттин, где стал подмастерьем у шорника. Затем Карл поступил в Pädagogium, учебное заведение в Халле.
В 1820 году, во время визита монарха в Штеттин, Карла представили Фридриху Вильгельму III, королю Пруссии, который, видя миссионерское рвение молодого человека, обеспечил его поступление в школу Моравской церкви, где преподавал известный миссионер Иоганна Янике. С этой целью в апреле 1821 года Карл прибыл в Берлин. Здесь он активно изучал языки.
С 1823 по 1826 годы Карл продолжил своё образование в Роттердаме, в Нидерландском миссионерском обществе, изучив за это время голландский, турецкий, арабский и малайский. В 1826 году Нидерландское миссионерское общество отправило его на миссию в голландские колонии в Ост-Индии, куда он прибыл в 1827 году на остров Ява. Здесь в Батавии Карл изучил китайский и его различные диалекты. В 1828 году он покинул ряды Нидерландского миссионерского общества, прибыл в Сингапур, поселился на острове Бинтан и основал больницу. Отсюда, вместе с Джекобом Томлином из Лондонского миссионерского общества, Карл отправился в Бангкок, в Таиланд, где трудился над переводом Библии на тайский язык.
В декабре 1829 года, во время краткой поездки в Сингапур, он женился на Мэри Ньюэлл, миссионерке из Англии. В феврале 1830 года чета миссионеров вернулась в Бангког, где оба продолжили работу над составлением словарей кхмерского и лаосского языков. Перед самым завершением их работы, в 1831 году Мэри скоропостижно скончалась при родах, оставив мужу после себя солидное состояние. В 1834 году Карл снова женился, в этот раз на Мэри Уэнстол, содержавшей в Макао школу и приют для слепых. Она также скоропостижно скончалась в 1849 году в Сингапуре. Спустя год после смерти второй жены Карл женился в третий раз, в Англии на Дороти Гэбриэл.
Карл был одним из первых европейцев, побывавших в Шанхае. Во время путешествия на британском торговом судне «Лорд Амхерст», 17 июля 1832 года он стал не только первым протестантским миссионером, но и первым немцем, ступившим на землю Кореи. Карл служил переводчиком в торговом доме «Джардин Мэтисон Холдингс». В 1834 году им был опубликован «Журнал трёх путешествий вдоль побережья Китая в 1831, 1832 и 1833 годах». В 1835 году, тоже в качестве переводчика, Карл поступил на службу в Британскую Ост-Индскую Компанию. Он использовал служебное положение в целях миссии, например, раздавал местным жителям Библии. В 1834 году Карл присоединился к британской армии, в качестве секретаря Британского генерал-губернатора в Гонконге и был переводчиком с британской стороны на переговорах во время Первой Опиумной войны (1840—1842) между Британией и Китаем.
В 1840 году вместе с миссионерами Уолтером Генри Мехёрстом, Элайджей Колеманом Бриджменом и Джоном Робертом Моррисоном Карл принялся за перевод Библии на китайский язык. Почти все книги Ветхого Завета были переведены им, за исключением Пятикнижия и Книги Иисуса Навина, перевод которых был сделан группой коллективно. Перевод всей Библии был завершен в 1847 году. За это время на китайском Карл написал ряд книг по практическим предметам и перевёл Евангелие от Иоанна и Послания апостолов на японский.
В 1841 и 1842 годах он был судьей в Нинбо и Чжэньцзяне. Карл предпринял опасное путешествие вглубь Китая ради проповеди Евангелия. С этой целью он принял китайскую культуру, стал носить китайскую одежду и взял себе китайское имя. Когда правительство Китая закрыло для иностранцев доступ к внутренним регионам страны, в 1844 году Карл основал школу для миссионеров-китайцев, в которой в течение первых четырёх лет получили образование пятьдесят местных жителей.
В середине декабря 1849 года он предпринял путешествие с чтением лекций по Европе. В мае 1850 года в рамках этой поездки Карл прибыл в Германию. В родном городе 11 июня 1850 года ему было присвоено звание почетного гражданина Пирица. Он был принят королём Фридрихом Вильгельмом IV. Вскоре после своего возвращения Карл узнал, что некоторые из обученных им миссионеров из числа китайцев оказались наркоманами и вместо проповеди Евангелия тратили средства миссии на опиум. Это известие потрясло его, и 9 августа 1851 года Карл Гюцлаф умер в Гонконге и был похоронен на местном кладбище.
Коллеги миссионера высоко оценили его вклад в дело евангелизации китайского народа, и другой миссионер, Хадсон Тейлор, назвал Карла Гюцлафа «дедушкой Внутрикитайской миссии», что стало эпитафией на его надгробье.

## Сочинения
- Journal of Three Voyages along the Coast of China in 1831, 1832 and 1833, with notices of Siam, Corea, and the Loo-Choo Islands (Desert Island Books, Westcliff-on-Sea, 2002)
- China Opened (1838)
- A Sketch of Chinese History, Ancient and Modern (London, 1834, German version in 1847) (2-томный очерк)
- Life of Tao Kwang (1851)